# سونيتا ديشباند
سونيتا ديشباند (بالإنجليزية: Sunita Deshpande)‏ (3 يوليو 1926 - 7 نوفمبر 2009)؛ كاتِبة ومؤلِّفة وروائية هندية.